# David Nathaniel Friedrich Dietrich
David Nathaniel Friedrich Dietrich (Ziegenhain , 1799 – Jena, 23 de outubro de 1888 ) foi um botânico alemão .

## Publicações
- Com Jonathan Carl Zenker (1799-1837) Musci Thuringici (1821-1823).
- Synopsis plantarum (cinco volumes, 1838-1852).
- Flora universalis (1831-1861) , apresentando 4 760 ilustrações coloridas.
- Deutschlands Flora (cinco volumes, 1833-1864).